# 1553 год
1553 (ты́сяча пятьсо́т пятьдеся́т тре́тий) год  по юлианскому календарю — невисокосный год, начинающийся в воскресенье. Это 1553 год нашей эры, 3‑й год 6‑го десятилетия XVI века 2‑го тысячелетия, 4‑й год 1550‑х годов. Он закончился 472 года назад.
| Пн | Вт | Ср | Чт | Пт | Сб | Вс |
|    |    |    |    |    |    | 1  |
| 2  | 3  | 4  | 5  | 6  | 7  | 8  |
| 9  | 10 | 11 | 12 | 13 | 14 | 15 |
| 16 | 17 | 18 | 19 | 20 | 21 | 22 |
| 23 | 24 | 25 | 26 | 27 | 28 | 29 |
| 30 | 31 |    |    |    |    |    |

| Пн | Вт | Ср | Чт | Пт | Сб | Вс |
|    |    | 1  | 2  | 3  | 4  | 5  |
| 6  | 7  | 8  | 9  | 10 | 11 | 12 |
| 13 | 14 | 15 | 16 | 17 | 18 | 19 |
| 20 | 21 | 22 | 23 | 24 | 25 | 26 |
| 27 | 28 |    |    |    |    |    |

| Пн | Вт | Ср | Чт | Пт | Сб | Вс |
|    |    | 1  | 2  | 3  | 4  | 5  |
| 6  | 7  | 8  | 9  | 10 | 11 | 12 |
| 13 | 14 | 15 | 16 | 17 | 18 | 19 |
| 20 | 21 | 22 | 23 | 24 | 25 | 26 |
| 27 | 28 | 29 | 30 | 31 |    |    |

| Пн | Вт | Ср | Чт | Пт | Сб | Вс |
|    |    |    |    |    | 1  | 2  |
| 3  | 4  | 5  | 6  | 7  | 8  | 9  |
| 10 | 11 | 12 | 13 | 14 | 15 | 16 |
| 17 | 18 | 19 | 20 | 21 | 22 | 23 |
| 24 | 25 | 26 | 27 | 28 | 29 | 30 |

| Пн | Вт | Ср | Чт | Пт | Сб | Вс |
| 1  | 2  | 3  | 4  | 5  | 6  | 7  |
| 8  | 9  | 10 | 11 | 12 | 13 | 14 |
| 15 | 16 | 17 | 18 | 19 | 20 | 21 |
| 22 | 23 | 24 | 25 | 26 | 27 | 28 |
| 29 | 30 | 31 |    |    |    |    |

| Пн | Вт | Ср | Чт | Пт | Сб | Вс |
|    |    |    | 1  | 2  | 3  | 4  |
| 5  | 6  | 7  | 8  | 9  | 10 | 11 |
| 12 | 13 | 14 | 15 | 16 | 17 | 18 |
| 19 | 20 | 21 | 22 | 23 | 24 | 25 |
| 26 | 27 | 28 | 29 | 30 |    |    |

| Пн | Вт | Ср | Чт | Пт | Сб | Вс |
|    |    |    |    |    | 1  | 2  |
| 3  | 4  | 5  | 6  | 7  | 8  | 9  |
| 10 | 11 | 12 | 13 | 14 | 15 | 16 |
| 17 | 18 | 19 | 20 | 21 | 22 | 23 |
| 24 | 25 | 26 | 27 | 28 | 29 | 30 |
| 31 |    |    |    |    |    |    |

| Пн | Вт | Ср | Чт | Пт | Сб | Вс |
|    | 1  | 2  | 3  | 4  | 5  | 6  |
| 7  | 8  | 9  | 10 | 11 | 12 | 13 |
| 14 | 15 | 16 | 17 | 18 | 19 | 20 |
| 21 | 22 | 23 | 24 | 25 | 26 | 27 |
| 28 | 29 | 30 | 31 |    |    |    |

| Пн | Вт | Ср | Чт | Пт | Сб | Вс |
|    |    |    |    | 1  | 2  | 3  |
| 4  | 5  | 6  | 7  | 8  | 9  | 10 |
| 11 | 12 | 13 | 14 | 15 | 16 | 17 |
| 18 | 19 | 20 | 21 | 22 | 23 | 24 |
| 25 | 26 | 27 | 28 | 29 | 30 |    |

| Пн | Вт | Ср | Чт | Пт | Сб | Вс |
|    |    |    |    |    |    | 1  |
| 2  | 3  | 4  | 5  | 6  | 7  | 8  |
| 9  | 10 | 11 | 12 | 13 | 14 | 15 |
| 16 | 17 | 18 | 19 | 20 | 21 | 22 |
| 23 | 24 | 25 | 26 | 27 | 28 | 29 |
| 30 | 31 |    |    |    |    |    |

| Пн | Вт | Ср | Чт | Пт | Сб | Вс |
|    |    | 1  | 2  | 3  | 4  | 5  |
| 6  | 7  | 8  | 9  | 10 | 11 | 12 |
| 13 | 14 | 15 | 16 | 17 | 18 | 19 |
| 20 | 21 | 22 | 23 | 24 | 25 | 26 |
| 27 | 28 | 29 | 30 |    |    |    |

| Пн | Вт | Ср | Чт | Пт | Сб | Вс |
|    |    |    |    | 1  | 2  | 3  |
| 4  | 5  | 6  | 7  | 8  | 9  | 10 |
| 11 | 12 | 13 | 14 | 15 | 16 | 17 |
| 18 | 19 | 20 | 21 | 22 | 23 | 24 |
| 25 | 26 | 27 | 28 | 29 | 30 | 31 |

## События
- 1493—1593 — Столетняя хорватско-османская война. Серия вооружённых конфликтов между Королевством Хорватия и Османской империей[1].
- 1507—1622 — Португало-персидская война. Ряд вооружённых конфликтов между колониалистской Португалией и вассальным Ормузом, с одной стороны, и Сефевидской империей, поддерживаемой англичанами, с другой[2].
- 1511—1641 — Малайско-португальская война. Вооружённый конфликт XVI-XVII веков, в котором Малаккский султанат при поддержке империи Мин, Голландской Ост-Индской компании (с 1607) и Джохора безуспешно сопротивлялся Португальской империи, стремившейся захватить Малакку и установить контроль над торговлей между Индией и Китаем[3].
- 1514—1555 — Турецко-персидская война[4].
- 1538—1557 — Португало-турецкая война[5].
- 1545—1563 — Тридентский собор католической церкви. Утвердил догматы о первородном грехе, чистилище. Один из важнейших соборов в истории Католической церкви. Собрался, чтобы дать ответ движению Реформации. Считается отправной точкой Контрреформации[6].
- 1551—1562 — Австро—турецкая война[7].
- 1551—1559 — Итальянская война[8].
  - 19 октября 1552 — 1 января 1553 — осада Меца войсками императора Карла V[9].
  - 13 апреля—20 июня — осада Теруана[10].
  - Конец июня — 18 июля — осада Эдена[10].
  - 13 августа — битва при Тальма[11].
- 1552—1554 — Вторая маркграфская война[12].
- 1552—1558 — военный вождь арауканов Кауполикан объединил разрозненные группы индейцев в южной части Чили, оказавшие стойкое сопротивление испанцам.
- 1553—1555 — Сиенская война. Борьба Сиенской республики за независимость при поддержке Франции против имперско-флорентийских сил в ходе Итальянской войны (1551-1559)[13].
- 1553—1559 — началось Французское завоевание Корсики[14].
- 2 ноября — заключён Гейдельбергский наследственный договор  между пфальцскими Виттельсбахами о наследовании Курпфальца и титула курфюрста в случае ожидаемого пресечения Гейдельбергской линии с целью защитить их от претензий баварских Виттельсбахов (по Павийскому договору 1329 года Пфальц и Бавария были поделены между Виттельсбахами, при исчезновении одной линии её титулы передавались другой)[15].
- В Женеве арестован, осуждён и сожжён испанский учёный Сервет.
- Маринидский государь Марокко попросил поддержки против шерифов у алжирцев. Алжирские паши заняли Фес.
- Сигизмунд II Август женится третьим браков на принцессе Екатерине Гонзага (1533-1572)[16].

### Англия
- Кризис престолонаследия 1553 года в Англии завершился приходом к власти королевы-католички Марии Тюдор. В Англии начался пятилетний период контрреформации[17].
- Английский капитан Ричард Ченслор побывал в Москве. Начало дипломатических отношений Англии и России.

## Русское государство
Царствование: 1533—1584 — Иван IV Васильевич Грозный

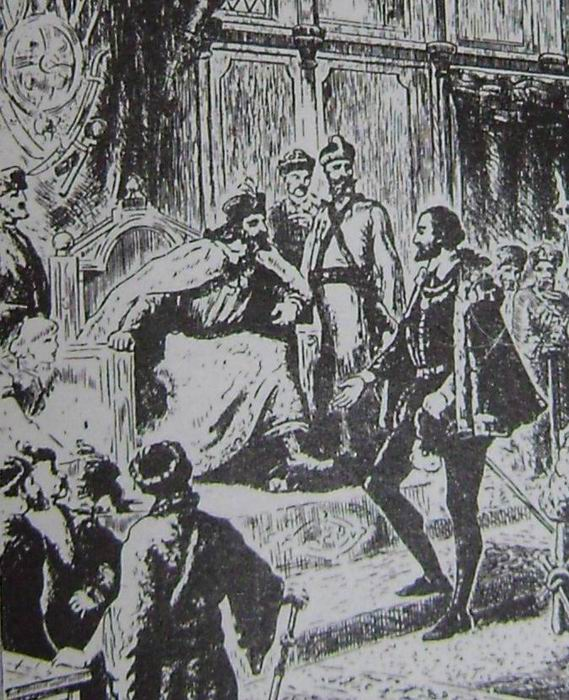
1553 год. Иван Грозный принимает капитана Ченслора

- 1552—1557 — Первая черемисская война[18].
- 1 марта — Иван Грозный тяжело заболевает[19].
  - 11 марта — Государь приказывает готовить новое завещание и приводить своё окружение к присяге своему сыну, младенцу Дмитрию. Часть бояр во главе с Семёном Васильевичем Звягой-Ростовским выражают нежелание целовать крест "пелёночнику", опасаясь прихода к власти его родственников по матери — Захарьиных. Оппозиция предпочитает Владимира Андреевича Старицкого, который под давлением бояр и царя присягает Дмитрию[19].
  - 12 марта — Евфросиния Старицкая отказалась приложить печать по принуждению к присяжной записи данной на имя царя и Дмитрия Ивановича. Вела публичные переговоры с боярами и раздавала в Московском Кремле денежное жалование служилым людям удела, что впоследствии было расценено, как измена[20].
  - Март — неожиданно выздоровевший Иван Грозный кладёт конец боярскому "мятежу"[19].
- Иван Грозный издаёт документ, по которому Владимир Старицкий подвергался полному запрету на право принимать в свой удел любых лиц "царской службы"[20].
- Май — Иван Грозный вместе с супругой, сыном и братом Юрием едет на богомолье в Кирилло-Белозерский монастырь, где проводит беседы с бывшим коломенским епископом и советником отца — Вассианом Топорковым. Старец раскрывает ему секрет государственной мудрости: "не держи себе советника ни единого мудрейшего себя.... Так будеш твёрд на царстве". Решив стать "грозным" царём, Иван Васильевич использует этот совет для обоснования казней в период опричнины[19]. 
  - Май — июнь — царская семья посещает северские монастыри[20].
  - Иван Грозный посещает Троице-Сергиев монастырь, где ведёт беседу с Максимом Греком, который предостерегает царя от его дальнейшей поездки и сделал пророчество о возможной гибели во время поездки царевича Дмитрия Ивановича (что и произошло в июне)[21].
- Весна — крещение Ядгара-Мухаммеда[20].
  - Осень — свадьба Ядгара-Мухаммеда[20].
  - 1553—1565 — Звенигород пожалован Ядгар-Мухаммеду[22].
- Лето — Иван Грозный в составе группы бояр совершил летний поход "на берег" Оки[23].
- 26 июня (по другим данным 06) — по трагической случайности погибает царский сын Дмитрий, утонув в озере[19].
- Август—сентябрь — посольство ВКЛ в Москве[24].
- Октябрь — ногайский мирза Исмаил предложил Ивану Грозному свою помощь в подчинении Астрахани[25].
- Октябрь 1553—1554 — церковный собор по поводу ереси Башкина Матвея Семёновича. Из материалов собора следует, что он и его сторонники отрицали Святую Троицу, на признавая Иисуса Христа и Святого духа равными Богу Отцу, отрицали таинство причастия и исповеди. Называли иконы идолами, не признавали догм и определения 7 Вселенских соборов[24].
  - Декабрь — вынесен приговор Башкину М.С. Он был заключён в Волоколамский монастырь, а Иван Борисов-Бороздин в Валаамский монастырь[24].
  - Сильвестр подал церковному собору "Жалобницу" на Висковатого Ивана Михайловича, обвинявшего Сильвестра (на основании выполненных росписей храмов Московского Кремля после пожара 1547 года) в уклонении в ересь[26].
- Конец 1553—начало 1554 — подавлено выступление жителей Луговой стороны бывшего Казанского ханства[23].
- В Малмыж отправлен отряд русских стрельцов. После гибели предводителя марийцев князя Болтуша, город, являясь резиденцией марийских князей, превратился в русское поселение[27].
- Пожалованы окольничеством: Салтыков Лев Андреевич[28].
- Пожалованы боярством: Ростовский Семён Васильевич (ум. 1567), Адашев Алексей Фёдорович (ум. 1561)[29], Адашев Фёдор Григорьевич (ум. 1556). Шеин Иван Дмитриевич (ум. 1556), Пронский Юрий Иванович (ум. 1554)[28].
- Экспедиция английской торговой компании, отправленная в Китай через Ледовитый океан, погибает, а часть её во главе с купцом Ричардом Ченслером прибывает к устью Северной Двины (район нынешнего Архангельска). Царь приглашает оставшихся в живых англичан в Москву, принимает при дворе и предоставляет право беспошлинной торговли на всей территории Русского государства, заключив с ними договор[19].
- Присоединение к России Западной Башкирии.
- 9 мая — заложена крепость Шацкий городок (сов. Шацк) на месте Шацких ворот на Большой Засечной черте[30].

### Руководители приказов
| Года      | Приказ           | Ф,И,О главы                | Примечания |
| --------- | ---------------- | -------------------------- | ---------- |
| 1549-1661 | Посольского дела | Висковатов Иван Михайлович |            |
|           |                  |                            |            |
|           |                  |                            |            |

## Начало правления
См. также: Список глав государств в 1553 году

## Родились

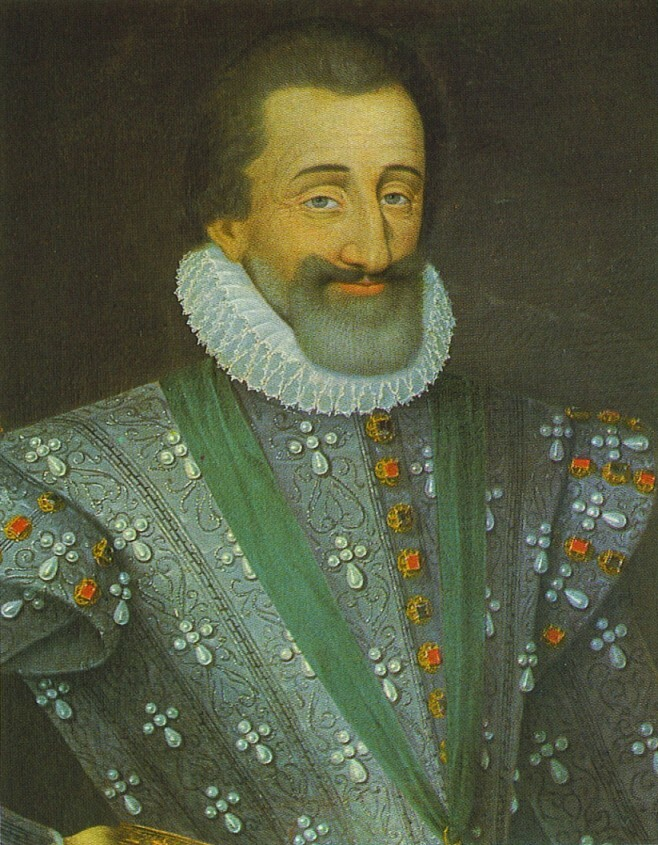
Изображение французского короля Генриха IV

См. также: Категория:Родившиеся в 1553 году
- 24 февраля — Керубино Альберти, итальянский гравёр и живописец (ум. 1615).
- Генрих IV — лидер гугенотов в конце Религиозных войн во Франции, король Наварры с 1572 года (как Генрих III), король Франции с 1589 года (фактически — с 1594), основатель французской королевской династии Бурбонов.
- Маргарита де Валуа — дочь Генриха II и Екатерины Медичи. В 1572—1599 годах была супругой Генриха де Бурбона, короля Наваррского, который под именем Генриха IV занял французский престол.
- Маренцио, Лука — итальянский композитор, представитель позднего Возрождения, автор мадригалов.
- Эрнст — эрцгерцог Австрийский, штатгальтер Испанских Нидерландов, сын императора Максимилиана II и Марии Испанской

## Скончались

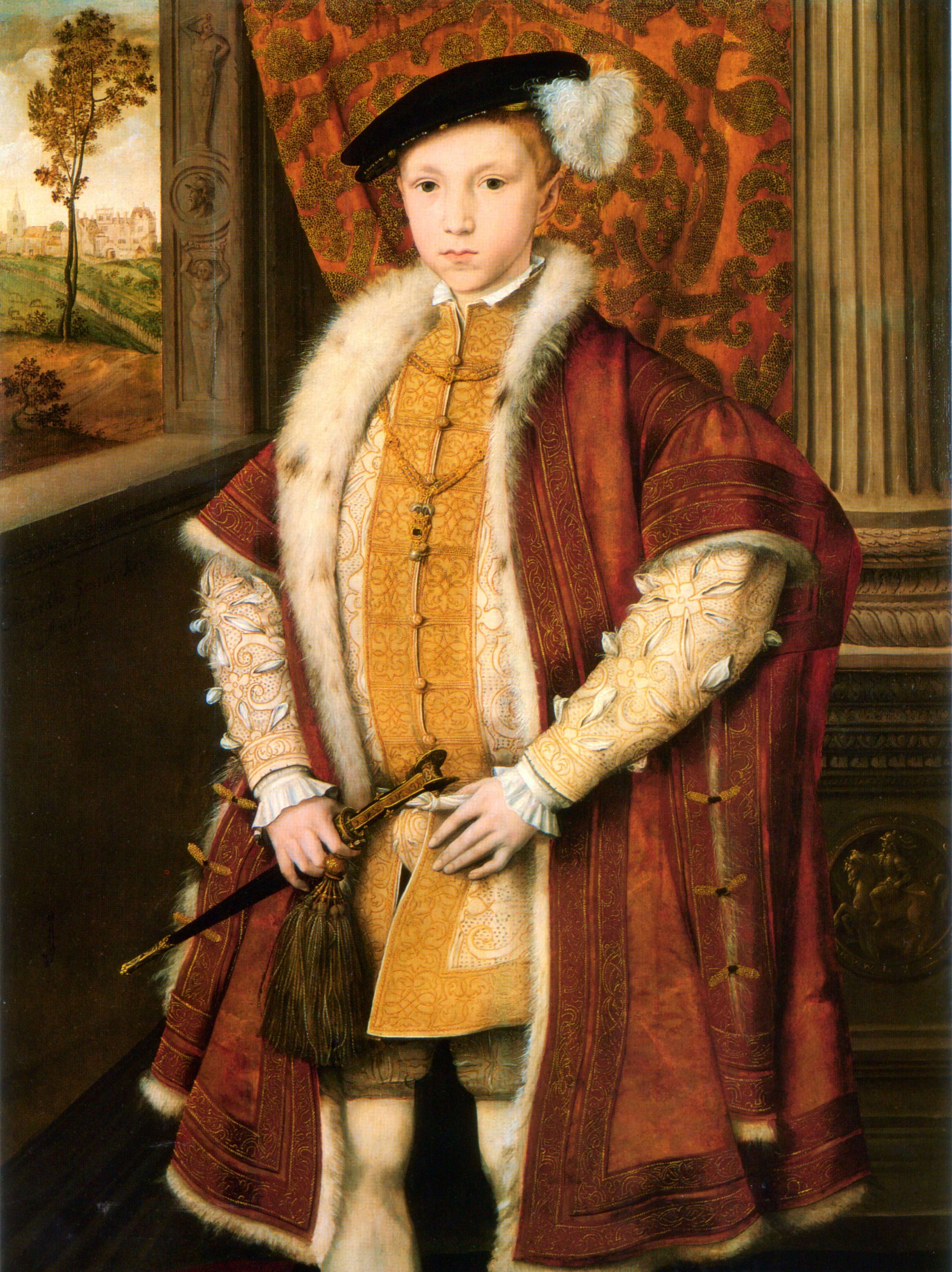
Изображение английского короля Эдуарда VI

См. также: Категория:Умершие в 1553 году
- Дадли, Джон, 1-й герцог Нортумберленд — английский государственный деятель, регент Англии в 1549—1553 годах (от имени малолетнего короля Эдуарда VI). После смерти последнего попытался возвести на трон свою невестку леди Джейн Грей, однако потерпел неудачу, был арестован и казнён.
- Карл III — герцог Савойский с 1504 по 1553 годы. Большая часть его владений с 1536 года и вплоть до его смерти находилась в управлении его племянника, Франциска I, который рассматривал их как плацдарм для ведения Итальянских войн с Габсбургами.
- Кранах, Лукас Старший — немецкий живописец и график эпохи Ренессанса, мастер живописных и графических портретов, жанровых и библейских композиций. Один из основателей «дунайской школы». Придворный живописец саксонского курфюрста Фридриха Мудрого в Виттенберге (1505—1550).
- Моралес, Кристобаль де — испанский композитор, первый крупный представитель испанского музыкального Возрождения.
- Мориц — курфюрст саксонский из Альбертинской линии династии Веттинов. Сын герцога Саксонского Генриха Благочестивого от его брака с Катариной Мекленбургской; брат Августа Саксонского.
- Рабле, Франсуа — французский писатель, один из величайших европейских сатириков-гуманистов эпохи Ренессанса, автор романа «Гаргантюа и Пантагрюэль».
- Сервет, Мигель — испанский мыслитель, теолог-антитринитарий, естествоиспытатель и врач, сожжен на костре.
- Фракасторо, Джироламо — венецианский врач, писатель и учёный-исследователь в области медицины, географии, математики и астрономии.
- Эдуард VI — король Англии и Ирландии с 28 января 1547, сын Генриха VIII.
- Шехзаде Мустафа — первый сын Султана Сулеймана. Казнён по приказу отца.